# WWE Cyber Sunday
Cyber Sunday a fost un eveniment pay-per-view anual de wrestling organizat toamna de federația World Wrestling Entertainment. Prima ediție a avut loc în anul 2004, când gala a purtat numele de Taboo Tuesday. În perioada 2004-2006 a fost un eveniment exclusiv al diviziei RAW. Ultima editie a fost in 2008, dupa ce a fost inlocuit de Bragging Rights. Acest pay-per-view avea ca specialitate că toate meciurile aveau o stipulație precum adversarul sau tipul de meci care fani alegea-u prin voturi online.

## Istoric

### 2006
Cyber Sunday 2006 a avut loc pe data de 5 noiembrie 2006, evenimentul fiind găzduit de US Bank Arena din Ohio.
Au avut loc următoarele meciuri:
- Umaga l-a învins pe Kane (8:39)
  - Umaga l-a invins pe Kane dupa un "Samoan Spike".
  - Voturi: Kane 49%, The Sandman 28%, Chris Benoit 23%
- Cryme Time (JTG & Shad) i-a învins pe The Highlanders (Robbie & Rory McAllister), Charlie Haas & Viscera & Lance Cade și Trevor Murdoch într-un Texas Tornado Match (4:27)
  - JTG l-a numărat pe Robbie după un "Sweet and Sour" a lui Cade & Murdoch.
  - Voturi: Texas Tornado Match 50%, Tag Team Turmoil 35% si Fatal Four-Way 15%.
- Jeff Hardy l-a învins pe Carlito păstrându-și titlul de WWE Intercontinental Championship (13:22)
  - Jeff l-a numarat pe Carlito dupa un "Swanton Bomb".
  - Voturi: Carlito 62%, Shelton Benjamin 25% și Johnny Nitro 13%.
- Rated-RKO (Edge & Randy Orton) i-a învins pe D-Generation X (Triple H & Shawn Michaels) cu Eric Bischoff arbitru special (18:12)
  - Orton l-a numarat pe HHH dupa un "RKO" pe un scaun.
  - Voturi: Eric Bischoff 60%, Jonathan Coachman 20% și Vince McMahon 20%.
- Lita a învinso pe Mickie James într-un Diva Lumberjill Match câștigând vacanta centura feminină (9:30)
  - Lita a numarato pe James dupa un "Lita DDT".
  - Acesta a fost finala unui turneu pentru centura feminina vacanta.
  - Voturi: Diva Lumberjill Match 46%, No Disqualification Match 40% și Submission Match 14%.
- Ric Flair și Roddy Piper i-au învins pe The Spirit Squad (Kenny & Mickey) câștigând centurile WWE World Tag Team Championship (6:55)
  - Flair l-a făcut pe Mikey sa cedeze cu și
  - Voturi: Roddy Piper 46%, Dusty Rhodes 35% y Sgt. Slaughter 19%.
- King Booker (cu Queen Sharmell) i-a învins pe Campionul WWE John Cena și Campionul Mondial ECW Big Show păstrându-și titlul de campion mondial (21:06)
  - Booker l-a numarat pe Cena dupa ce l-a lovit cu titlul mondial
  - Voturi: WWE World Heavyweight Championship în joc 67%, ECW Championship în joc 21% și WWE Championship în joc 12%

### 2007
Cyber Sunday 2007 a avut loc pe data de 28 octombrie 2007, evenimentul fiind găzduit de Verizon Center din Washington D.C..
Au avut loc următoarele meciuri:
- Dark Match: Jesse & Festus i-a învins pe Deuce 'N Domino
  - Festus l-a numarat pe Domino dupa un "Sitout gutbuster drop".
- Rey Mysterio l-a învins pe Finlay într-un Stretcher Match (9:41)
  - Mysterio l-a pus pe Finlay pe targă, împingândul pâna la linie.
  - Voturi: Texas Tornado Match 50%, Tag Team Turmoil 35% si Fatal Four-Way 15%.
- CM Punk l-a învins pe The Miz păstrându-și titlul ECW Championship (8:48)
  - Punk l-a numarat pe Miz dupa un "Go To Sleep".
  - Voturi: The Miz 39%, John Morrison 33% și Big Daddy V 28%.
- Mr. Kennedy l-a învins pe Jeff Hardy (09:05)
  - Kennedy l-a numarat pe Hardy cu un "Roll-Up".
- Kane l-a învins pe Campionul Statelor Unite MVP prin "count out" (6:38)
  - MVP nu s-a întors în ring pâna la 10, pierzând meciul dar păstrând centura.
  - Voturi: Kane 67%, The Great Khali 24% și Mark Henry 9%.
- Shawn Michaels l-a învins pe Campionul WWE Randy Orton prin descalificare (15:53)
  - Orton a fost descalificat după o lovitură joasă aplicată lui Michaels.
  - Voturi: Shawn Michaels 59%, Jeff Hardy 31% y Mr. Kennedy 10%.
- Triple H l-a învins pe Umaga într-un Street Fight Match (17:21)
  - Triple H l-a numarat pe Umaga dupa un "Pedigree".
  - Voturi: Street Fight 57%, Steel Cage Match 26% și First Blood Match 17%.
- Batista l-a învins pe The Undertaker păstrându-și titlul WWE World Heavyweight Championship (cu Stone Cold arbitru special) (17:22)
  - Batista l-a numarat pe Undertaker dupa douo "Batista Bombs".
  - Voturi: Stone Cold Steve Austin 79%, Mick Foley 11% și John "Bradshaw" Layfield 10%.

### 2008
Cyber Sunday 2008 a avut loc pe data de 26 octombrie 2008, evenimentul fiind găzduit de US Airways Center din Phoenix, Arizona.
Au avut loc următoarele meciuri:
- Dark Match: Shelton Benjamin l-a învins pe R-Truth păstrându-și titlul WWE United States Championship
  - Benjamin l-a numarat pe R-Truth dupa un "Paydirt".
  - Voturi: R-Truth 59%, Festus 26% și Montel Vontavious Porter 15%.
- Rey Mysterio l-a învins pe Kane într-un No Holds Barred Match. (10:17)
  - Mysterio l-a numarat pe Kane dupa un  "619" și un "Springboard splash"
  - Voturi: No Holds Barred Match 39%, Falls Count Anywhere Match 35% sau Best of 3 Falls Match 26%.
- Matt Hardy l-a învins pe Evan Bourne păstrându-și titlul ECW Championship (8:48)
  - Hardy l-a numarat pe Bourne dupa un "Twist of Fate".
  - Voturi: Evan Bourne 69%, Dave Finlay 26% sau Mark Henry 6%.
- John Morrison & The Miz i-au învins pe Cryme Tyme (JTG & Shad) (13:01)
  - Morrison l-a numarat pe Shad dupa un "Moonlight Drive".
  - Voturi: John Morrison & The Miz vs. Cryme Tyme 38%, Campioni Mondiali pe echipe Cody Rhodes & Ted DiBiase vs. CM Punk & Kofi Kingston 35% și Jamie Noble & Mickie James vs. William Regal & Layla El 27%.
- The Honky Tonk Man l-a învins pe Campionul Intercontinental Santino Marella prin descalificare (2:01)
  - Marella a fost descalificat dupa o intervenție a lui Beth Phoenix.
  - Voturi: Honky Tonk Man 35%, Roddy Piper 34% y Goldust 31%.
- The Undertaker l-a învins pe The Big Show într-un Last Man Standing Match (19:23)
  - Undertaker l-a învins pe Show dupa acesta nu s-a putut ridica pâna la 10 dupa un "Hell's Gate".
  - Voturi: Last Man Standing Match 49%, I Quit Match 42% și KnockOut Match 9%.
- Triple H l-a învins pe Jeff Hardy păstrându-și titlul WWE Championship (17:35)
  - Triple H l-a numarat pe Jeff dupa un "Pedigree".
  - Voturi: Jeff Hardy 57%, Triple Threat (Jeff Hardy și Vladimir Kozlov) 38% sau Vladimir Kozlov 5%.
- Batista l-a învins pe Chris Jericho câștigând titlul WWE World Heavyweight Championship (cu Stone Cold arbitru special) (14:24)
  - Batista l-a numarat pe Jericho dupa un "Batista Bombs".
  - Voturi: Stone Cold 74%, Shawn Michaels 22% și Randy Orton 4%.